# 德爾馬 (阿拉巴馬州)
德爾馬（英語：Delmar）是位於美國阿拉巴馬州溫斯頓縣的一個非建制地區。該地的面積和人口皆未知。

## 地理
德爾馬的座標為34°10′12″N 87°36′20″W / 34.17000°N 87.60556°W，而該地的平均海拔高度為269米（即881英尺）。